# Célzottan épített fővárosok listája
A lista azon fővárosokat tartalmazza, amelyek célzottan, tervezve épültek fel nemzeti vagy regionális fővárosnak.

## 2020-ig megvalósult projektek
| Város                          | Ország                            | Év             | Körülmények |
| ------------------------------ | --------------------------------- | -------------- | --- |
| Abuja                          | Nigéria                           | 1991           | 1976-ban a nigériai katonakormány terveket készített egy új főváros megtervezésére. Ennek két fő oka volt: egyrészt egy olyan helyet kerestek, amely független az ország három fő etnikai csoportjától, másrészt csökkenteni kívánták a túlnépesedő Lagost érő forgalmat. |
| Ankara                         | Törökország                       | 1923           | A török függetlenségi háború után az Oszmán Birodalom helyén 1923. október 29-én létrejött Törökország. Ezt pár nappal megelőzően az ország székhelyét a korábbi Isztambulból áthelyezték a központibb és védettebb fekvéssel rendelkező Ankarába. |
| Ahet-Aton                      | Egyiptom                          | i. e. 1346     | Ehnaton vallásreformját gátolta a régi fővárosban, Thébában a nagy hatalommal rendelkező Ámon-papság, így az új főváros építéséről határozott. |
| Ava (Inwa)                     | Ava Királyság (ma Mianmar)        | 1365           | 1365-ben alapították az Ava Királyság fővárosának, majd aztán ez lett a mindenkori burmai királyságok fővárosa a 19. századig. |
| Austin                         | Texasi Köztársaság                | 1839           | A Texasi Köztársaságnak (1839–1847) 5 ideiglenes és egy hivatalos (Houston) fővárosa volt, amíg Mirabeau B. Lamar az újonnan alapított Austinba nem helyezte. |
| Ajutthaja                      | Ajutthaja Királyság (ma Thaiföld) | 1350           | |
| Bagdad                         | Abbászida Kalifátus               | 762            | Az abbászida uralkodók a folyamatos növekvő birodalmuknak új fővárost akartak, ahonnan jobban tudták volna irányítani. Végül Al-Manszúr a legyőzött Szaszanida Birodalom volt fővárosától, Ktésziphóntól északra, az egykori Babilon területén 762. július 30-án kiadta a megbízást az új főváros megépítésére. |
| Belmopan                       | Belize (akkor Brit Hondurasz)     | 1970           | Miután 1961-ben Belize Cityben, az akkori fővárosban komoly károkat okozott egy hurrikán, 1970-ben új helyre helyezték a fővárost. |
| Brazíliaváros                  | Brazília                          | 1960           | 1960-ban a túlzsúfolt Rio de Janeiro helyett, hogy ösztönözzék a belső területek gazdasági növekedését. Ezt a brazil alkotmány már 1891-ben előírta. Ezen kívül lényeges volt, hogy védettebbé tegye a fővárost az esetleges tengeri támadásokkal szemben. |
| Bridgetown                     | Barbados                          | 1628           | 1628-ban a korábbi fővárosból, James Townból került áthelyezésre Bridgetown jobb kikötője és földrajzi fekvése miatt. |
| Canberra                       | Ausztrália                        | 1913           | Walter Burley Griffin és Marion Mahony Griffin amerikai építészek tervezték a várost. A területet kompromisszumként választották a két rivalizáló nagyváros, Sydney és Melbourne helyett. Az ausztrál kormány a szárazföld belsejében elhelyezkedő város tervét támogatta, hogy ezáltal védettebbé váljon az esetleges tengeri inváziókkal szemben. Canberra nevének jelentése a helyi őslakosok, az ausztrál őslakosok nyelvén találkozóhelyet jelent. |
| Konstantinápoly (ma Isztambul) | Római Birodalom (ma Törökország)  | 330            | Nagy Konstantin alapította 330-ban a korábbi görög alapokon. A későbbi Keletrómai Birodalom fővárosa lett. A Nyugatrómai Birodalom bukása után második Róma néven is emlegették. |
| Fujiwara-kyō                   | Japán                             | 694            | A korábbi főváros Asuka 694-ben lett leváltva, de 710-ben ismét új város lett főváros (Nara). |
| Gaborone                       | Botswana                          | 1964           | 1964-ben áthelyezték a fővárost Mahikengba Botswana függetlenedésével együtt. |
| Karlsruhe                      | Baden-Durlach                     | 1715           | 1715-ben Durlach lett az új főváros, ami az egységes Badené is maradt 1871-ig, vagyis a német egységig. |
| Kiotó                          | Japán                             | 794            | 794-ben Nagaokakjō helyett Kiotó lett a főváros. 1868-ban azonban ismét Edo lett Japán fővárosa. |
| Lima                           | Perui Alkirályság                 | 1535           | Francisco Pizarro alapította Limát a tengerparton, hogy az közel legyen Panamához és áttételesen a Spanyol Birodalom többi részéhez. A tengerparti fekvés védelmet jelentett a perui felföld zavargásaival szemben is. |
| Mandalaj                       | Burma                             | 1859           | Mindon király építtette 1857 és 1859 között. Ez volt az utolsó királyi város; az elrendezés kivitelezését az állítólagos Buddha-jóslat inspirálta. |
| Nepjida                        | Mianmar                           | 2005           | 2005-ben Yangon helyébe alapította a katonai junta, hogy a központi fekvés révén jobban tudják felügyelni az országot. |
| Újdelhi                        | Brit India (ma India)             | 1912           | 1912-ben Kalkuttából költözött Újdelhibe a kormány. Maga a környezet, ahol megalapították a kormányzati negyedet, már létezett: évszázadokkal korábban a Mogul Birodalom fővárosaként szolgált. |
| Ngerulmud                      | Palau                             | 2006           | 2006-ban áthelyezték a fővárost Koror Citybe. |
| Nouakchott                     | Mauritánia                        | 1958           | 1958-ban áthelyezték a fővárost Saint Louisba (Szenegál). |
| Nur-Szultan (Asztana)          | Kazahsztán                        | 1998           | A Szovjetunió felbomlása után Almati lett a kazah főváros, azonban azt periférikus fekvése és domborzati viszonyai miatt nem tartották megfelelőnek hosszú távon. Kazahsztán Legfelső Bírósága 1994. július 6-án elfogadta a Kazahsztán fővárosának átruházásáról szóló rendeletet. Miután Kazahsztán fővárosát 1997. december 10-én átvitték Akmolába, a várost 1998-ban Astanának nevezték el. 1999. július 16-án elnyerte az UNESCO Békeváros címét. 2019. március 19-én Nursultan Nazarbajev kazah elnök lemondott, majd március 23-án a várost utána Nur-Szultannak nevezték el. |
| Christiania                    | Norvégia                          | 1624           | Miután 1624-ben tűz pusztította el a középkori Oslót, IV. Keresztély elrendelte a város eredeti helytől nyugatabbra történő újjáépítését; ez lett Christiania. 1859-ben a az új város határa elérte a régi Oslo területét. 1925-ben ismét az Oslo nevet vette fel. |
| Ottawa                         | Kanada                            | 1857           | 1857. szilveszter éjjelén Viktória királynő feladata volt Kanada Tartomány állandó fővárosának kiválasztása. A döntés végül Ottawára, egy kicsi határvárosra esett, amely kompromisszumos megoldás volt Montreal és Toronto között. |
| Pinja                          | Pinja Királyság                   | 1313           | 1313-ban alapították, és a Pinja Királyság fővárosa is maradt egészen 1365-ig. |
| Iszlámábád                     | Pakisztán                         | 1960           | Karacsi mint korábbi főváros 1960-ban lett lecserélve. Iszlamabád a területi kiegyenlítés gyanánt lett elsősorban létrehozva, hogy ne összpontosuljon az ország gazdasági ereje az ország szűk déli, tengerparti sávjában. Karacsi után Iszlamabád felépüléséig (1960-tól 1966-ig) Ravalpindi funkcionált fővárosként. |
| Palikir                        | Mikronéziai Szövetségi Államok    | 1989           | Kolónia helyett lett főváros. |
| Pella                          | Makedónia                         | kb. Kr. e. 400 | Aigaiból helyezték át a fővárost a jobb termőképességű talaj és a jobb kikötőfejlesztési lehetőségek okán. |
| Putrajaya                      | Malajzia                          | 2002           | 2001-ben a kormány adminisztratív ágát Kuala Lumpurból Putrajayába helyezték át. Az igazságszolgáltatás székhelye szintén Putrajayába költözött. Kuala Lumpur azonban továbbra is a monarchia és a szövetségi törvényhozó hivatal fővárosa, székhelye. |
| Quezon City                    | Fülöp-szigetek                    | 1948           | 1948-ban Manilát cserélték le, majd 1976-ban ismét az lett a főváros. |
| Szentpétervár                  | Oroszország                       | 1712           | Nagy Péter 1712-ben alapította a tengerparti fekvés miatt. 1918-ban a bolsevik hatalomátvétel után a főváros ismét Moszkva lett. |
| Valletta                       | Málta                             | 1571           | 1571-ben Birgut váltotta Valetta. Az új főváros egy félszigetre épült 1566 és 1571 között; nevét Jean Parisot de La Valette a Jeruzsálemi Szent János Lovagrend 48. nagymestere után kapta. |
| Washington                     | Amerikai Egyesült Államok         | 1800           | 1800-ban Philadelphiát mint ideiglenes fővárost váltotta. |

## További tervezett városok

### Építés alatt levő városok
- Indonéziában tervezik lecserélni Jakartát tehermentesítés céljából, és Borneó keleti partján kívánják felépíteni az új várost: Nusantarát.[1]
- Egyiptomban Kairótól keletre építenek egy új fővárost.[2]
- Dél-Koreában 2007 óta építik Szedzsongot, hogy tehermentesítsék Szöult.[3]
- Ciudad de la Paz építés alatt áll, és várhatóan helyettesíti Malabót mint Egyenlítői-Guinea fővárosát.
- Little Bay építés alatt álló város Montserrat városában, amelynek célja az előző főváros, Plymouth helyettesítése, amelyet egy 1995-ös vulkánkitörés pusztított el.
- 2011 szeptemberében a dél-szudáni kormány jóváhagyta az új főváros építésére irányuló projektet: Ramcielt, amely Jubától mintegy 250 kilométerre északra épül fel.

### Nem megvalósult projektek
- Welthauptstadt Germania a hitleriánus Harmadik Birodalom tervezete volt; később a világ fővárosaként működött volna.